# Bildstock (Waldfenster, B 286; Zum Hochbehälter)

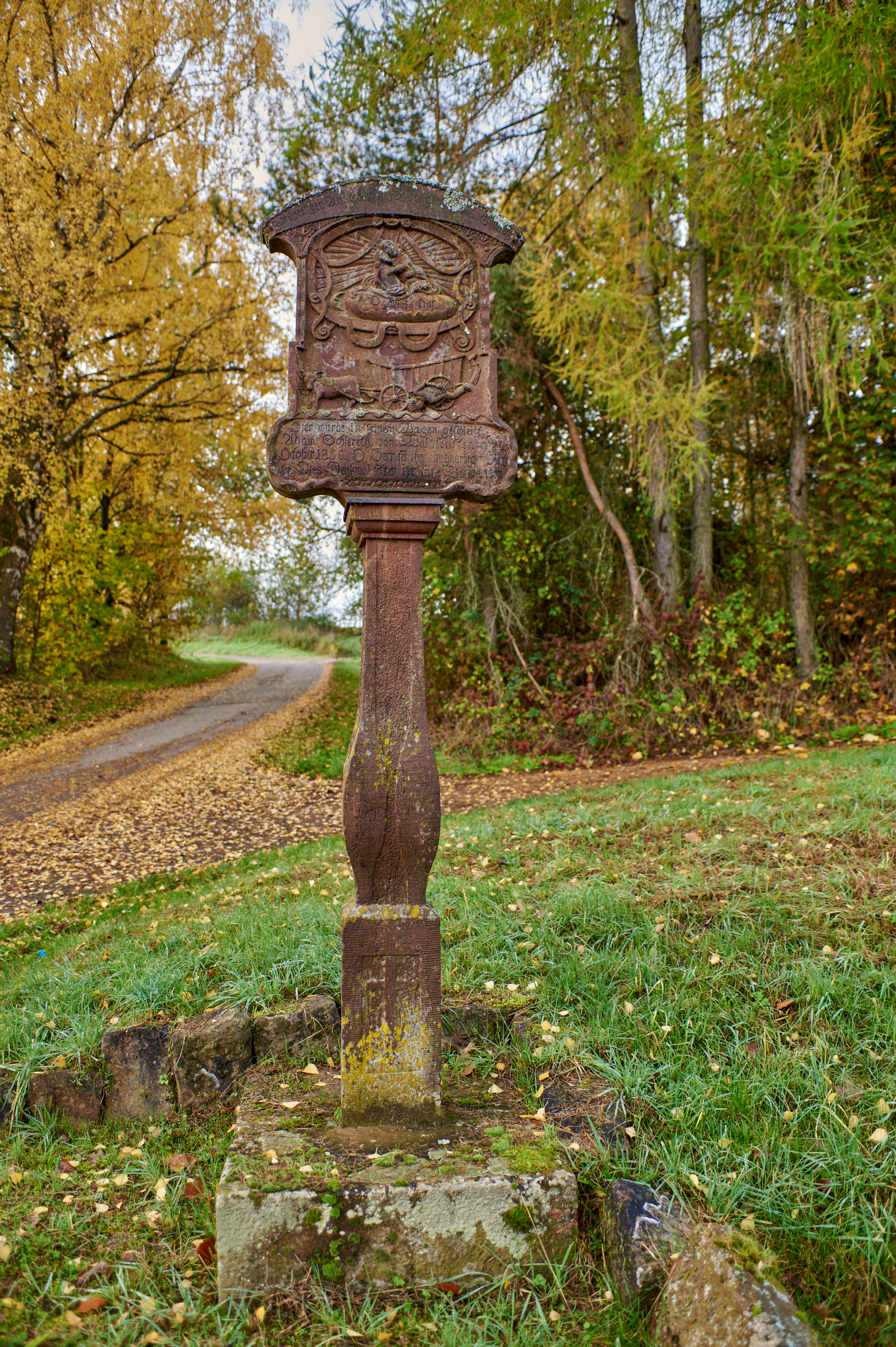
Bildstock in Waldfenster, bei der B 286; Zum Hochbehälter.

Der Bildstock bei der B 286; Zum Hochbehälter befindet sich in Waldfenster, einem Gemeindeteil des Marktes Burkardroth im unterfränkischen Landkreis Bad Kissingen an der B 286 am Ortsausgang von Waldfenster Richtung Platz am Fußweg zum Hochbehälter, noch auf dem Geländer der „Grabentrifft“. Gegenüber befindet sich der Bildstock von 1849.
Der Bildstock gehört zu den Baudenkmälern von Burkardroth und ist unter der Nummer D-6-72-117-119 in der Bayerischen Denkmalliste registriert.

## Beschreibung
Der 302 cm hohe Bildstock besteht aus rotem Sandstein und entstand im Jahr 1850.
Der Bildstock besteht aus einem Trittstein, einem Sockelschaft und einer Tafel. Auf einem 40 cm hohen Vierkantfundament (Abmessungen 80 cm × 80 cm) befindet sich ein 187 cm hoher Sockelschaftmonolith, der aus einem 57 cm hohen Sockel (Abmessungen: 25 cm × 26 cm) und einem 110 cm hohen, unten gebauchten Vierkantschaft (Abmessungen unten: 18 cm × 18 cm; Abmessungen Bauch: 26 cm × 26 cm; Abmessungen oben: 15 cm × 15 cm) mit profiliertem Kapitell besteht.
Der Inschriftträger ist unten bauchig und wird von einem Wellenband umrahmt. Im Mittelteil befindet sich ein Szeneriebild; der Bogensegmenabschluss ist hervorkragend. Das Szeneriebild zeigt in einem ovalen, mit einem Girlandenband verzierten Rahmen oben die Pietà auf einer Wolke mit Aureole. Darunter steht in gotischer Schrift: „O Maria hilf!“. Im Bildteil darunter (auf der Erde) ist ein Gespann aus Zugochsen mit Kastenwagen zu sehen und ein Verunglückter, der beim Anlegen des Hemmschuhs ausrutschte und vom Hinterrad überrollt wurde, dabei ein Bein verlor und verblutete. Die Inschrift in gotischen Groß- und Kleinbuchstaben lautet:

„Hier wurde in seinem Wagen geschleift

Adam Schlereth von Waldfenster. Am 24.

October 1850. O Her sei ihm ein gnädiger Rich

ter.“

Der Bildstock wurde von Adam Schlereths Verwandten aufgestellt. Der Sterbematrikelauszug der Pfarrei Waldfenster vom 26. Oktober 1850, S. 231, Nr. 11 lautet:

„Adam Schlereth, Ortsnachbar, Ehemann der Agnes, geb. Meth; kath., Waldfenster HNr. 24. Vom Wagen zerrissen gestorben am 24.10. abends 6 h 1850, beerdigt am 26.10. im Ortskirchhof, 28 Jahre alt, geb. 7. März 1822, Pfarrer Schmitt.“

Die Sockelzier zeigt auf der Schauseite ein Kreuz und links und rechts ein Diamantfeld.